# Benzamid
A benzamid csaknem fehér színű szilárd anyag, a benzoesav származéka. A legkisebb szénatomszámú aromás amid. Kémiai képlete C6H5CONH2. Vízben kevéssé oldódik, de számos szerves oldószerben oldható.

## Előállítása
Előállítható benzoil-klorid és ammónia reakciójával
{\displaystyle \mathrm {C_{6}H_{5}COCl+2\ NH_{3}\longrightarrow \,C_{6}H_{5}CONH_{2}+NH_{4}Cl} }
vagy benzonitril és hidrogén-peroxid enyhén bázisos körülmények között végzett reakciójában is:
{\displaystyle \mathrm {C_{6}H_{5}CN+2\ H_{2}O_{2}\longrightarrow \,C_{6}H_{5}CONH_{2}+O_{2}+H_{2}O} }

## Felhasználása
Felhasználják peszticidként és csávaszínezékek gyártására. Egyes származékai gyógyszerként használatosak.

## Származékai
A benzamidnak számos származéka ismert, többek között:
Fájdalomcsillapító
- Etenzamid
- Szalicilamid

Hányingercsökkentő/Prokinetikum
- Alizaprid
- Bromoprid
- Cinitaprid
- Ciszaprid
- Kleboprid
- Dazoprid
- Domperidon
- Itoprid
- Metoklopramid
- Mozaprid
- Prukaloprid
- Renzaprid
- Trimetobenzamid
- Zakoprid

Antipszichotikum
- Amiszulprid
- Nemonaprid
- Remoxiprid
- Szulpirid
- Szultoprid
- Tiaprid

Egyéb
- Entinostat
- Etikloprid
- Mocetinostat
- Rakloprid

## Lásd még
- ATC N05 – Pszicholeptikumok

## Fordítás
Ez a szócikk részben vagy egészben a Benzamide című angol Wikipédia-szócikk ezen változatának fordításán alapul.  Az eredeti cikk szerkesztőit annak laptörténete sorolja fel. Ez a jelzés csupán a megfogalmazás eredetét és a szerzői jogokat jelzi, nem szolgál a cikkben szereplő információk forrásmegjelöléseként.
Ez a szócikk részben vagy egészben a Benzamid című német Wikipédia-szócikk ezen változatának fordításán alapul.  Az eredeti cikk szerkesztőit annak laptörténete sorolja fel. Ez a jelzés csupán a megfogalmazás eredetét és a szerzői jogokat jelzi, nem szolgál a cikkben szereplő információk forrásmegjelöléseként.

## Külső hivatkozások
- Physical characteristics
- Safety MSDS data